# Planchez
Planchez ist eine französische Gemeinde mit 308 Einwohnern (Stand: 1. Januar 2022) im Département Nièvre in der Region Bourgogne-Franche-Comté.

## Geografie
Planchez liegt im Morvan, einem Granitmassiv, das geologisch zum Zentralmassiv gehört. Der Ort selbst liegt auf einer Höhe von etwa 600 bis 620 Metern. Er ist überwiegend von bewaldeten Höhen umgeben. Etwa die Hälfte der Gemeindefläche besteht aus Wald und der höchste Punkt erreicht im Südosten bei La Chaise 729 Meter.
Planchez liegt etwa 22 Kilometer südwestlich von Saulieu und 10 Kilometer nordöstlich von Château-Chinon.

## Weiler und Umland
Neben dem Hauptort umfasst Planchez einige Weiler und kleine Ansiedlungen.
Angrenzende Gemeinden (im Uhrzeigersinn von Norden beginnend) sind Montsauche-les-Settons, Ouroux-en-Morvan, Chaumard, Corancy, Lavault-de-Frétoy, Anost, Gien-sur-Cure und Moux-en-Morvan.

## Geschichte

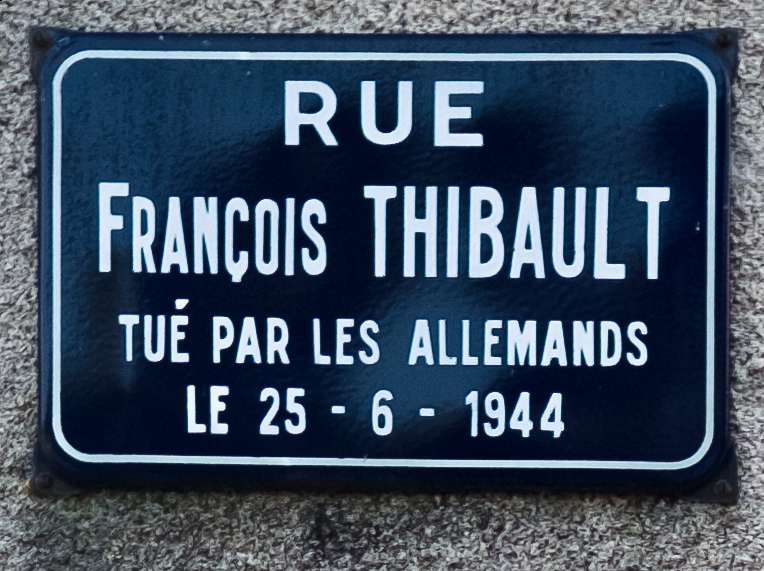
Nach einem Opfer benannte Straße

Planchez erlebte seine Blütezeit im 18. Jahrhundert, als sich zahlreiche Holzfäller im Ort ansiedelten. Noch heute spielt die Forstwirtschaft eine große Rolle, um Planchez gibt es einige Baumschulen, in denen Christbäume gezogen werden.
Im Zweiten Weltkrieg wurden die Einwohner verdächtigt, Widerstandskämpfer, u. a. Gérard Drouin, Deckname Captain Serge, zu unterstützen. Jedes Jahr im August findet an einem Denkmal und am Friedhof eine Gedenkfeier für ihn und seine gefallenen Kameraden statt.
Am 24. Juni 1944 überfielen französische Widerstandskämpfer, geführt von maquis Bernard und unterstützt von britischen SAS-Angehörigen, bei La Verrerie, einem Weiler südlich von Montsauche-les-Settons, eine deutsche Wehrmachtseinheit, die schwere Verluste erlitt. Im Rahmen der folgenden Vergeltungsaktion wurde auch Planchez am 25. Juni 1944 von deutschen Einheiten besetzt und niedergebrannt. Dabei wurde François Thibault, nach dem eine Straße benannt wurde, getötet.
Planchez hat mittlerweile Einwohner 14 verschiedener Nationalitäten. Neben Franzosen haben sich in den letzten Jahren unter anderem Niederländer, Spanier, Belgier, Italiener, Deutsche, Amerikaner, Portugiesen hier niedergelassen.

## Bevölkerungsentwicklung
| Jahr                       | 1793 | 1800 | 1901 | 1936 | 1946 | 1990 | 1999 | 2009 | 2018 |
| -------------------------- | ---- | ---- | ---- | ---- | ---- | ---- | ---- | ---- | ---- |
| Einwohner                  | 1643 | 1203 | 1488 | 847  | 769  | 395  | 326  | 354  | 301  |
| Quellen: Cassini und INSEE |      |      |      |      |      |      |      |      |      |

## Sehenswürdigkeiten
- Kirche Saint Sulpice-Sévère

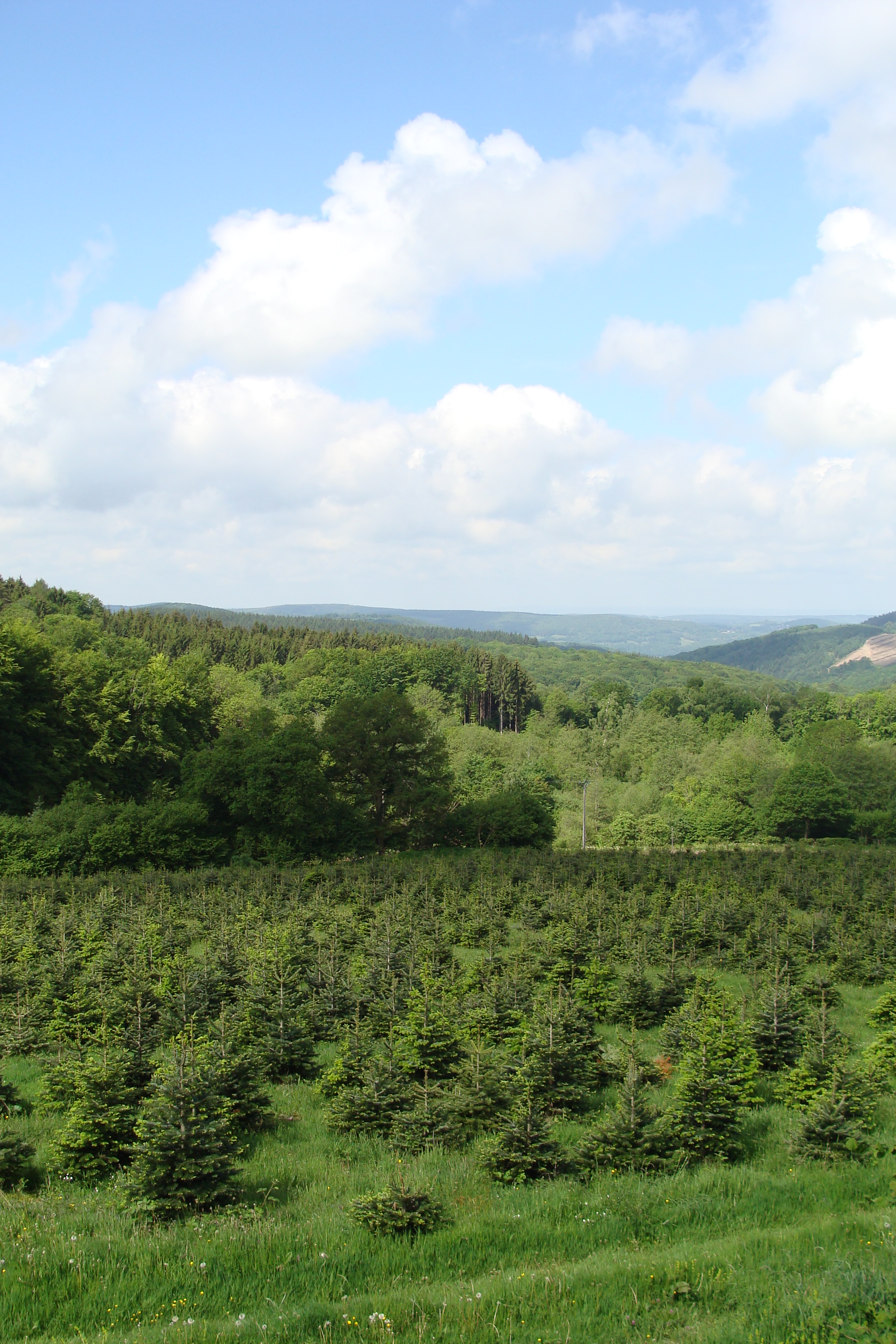
Baumschule bei Planchez
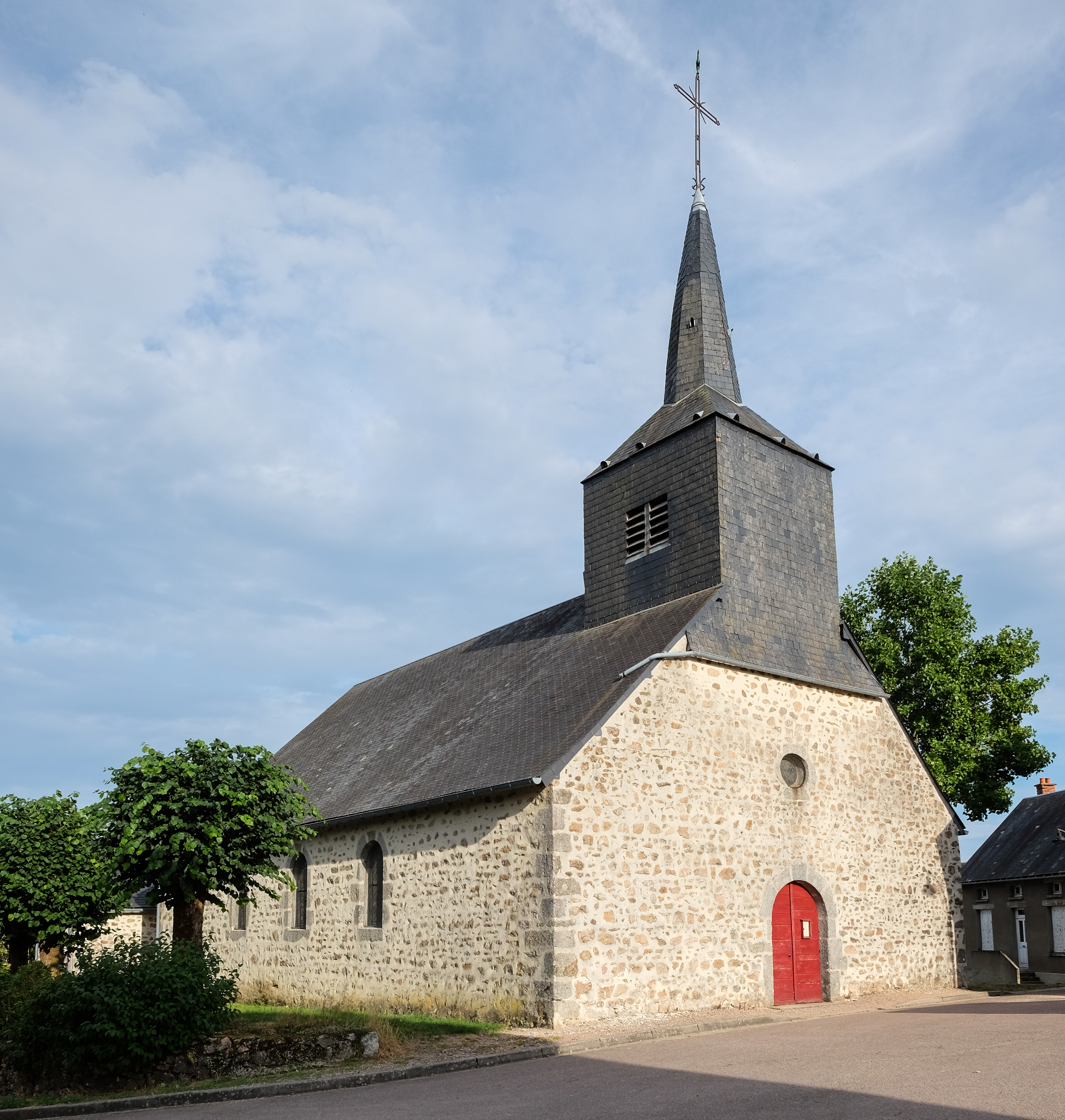
Saint Sulpice-Sévère
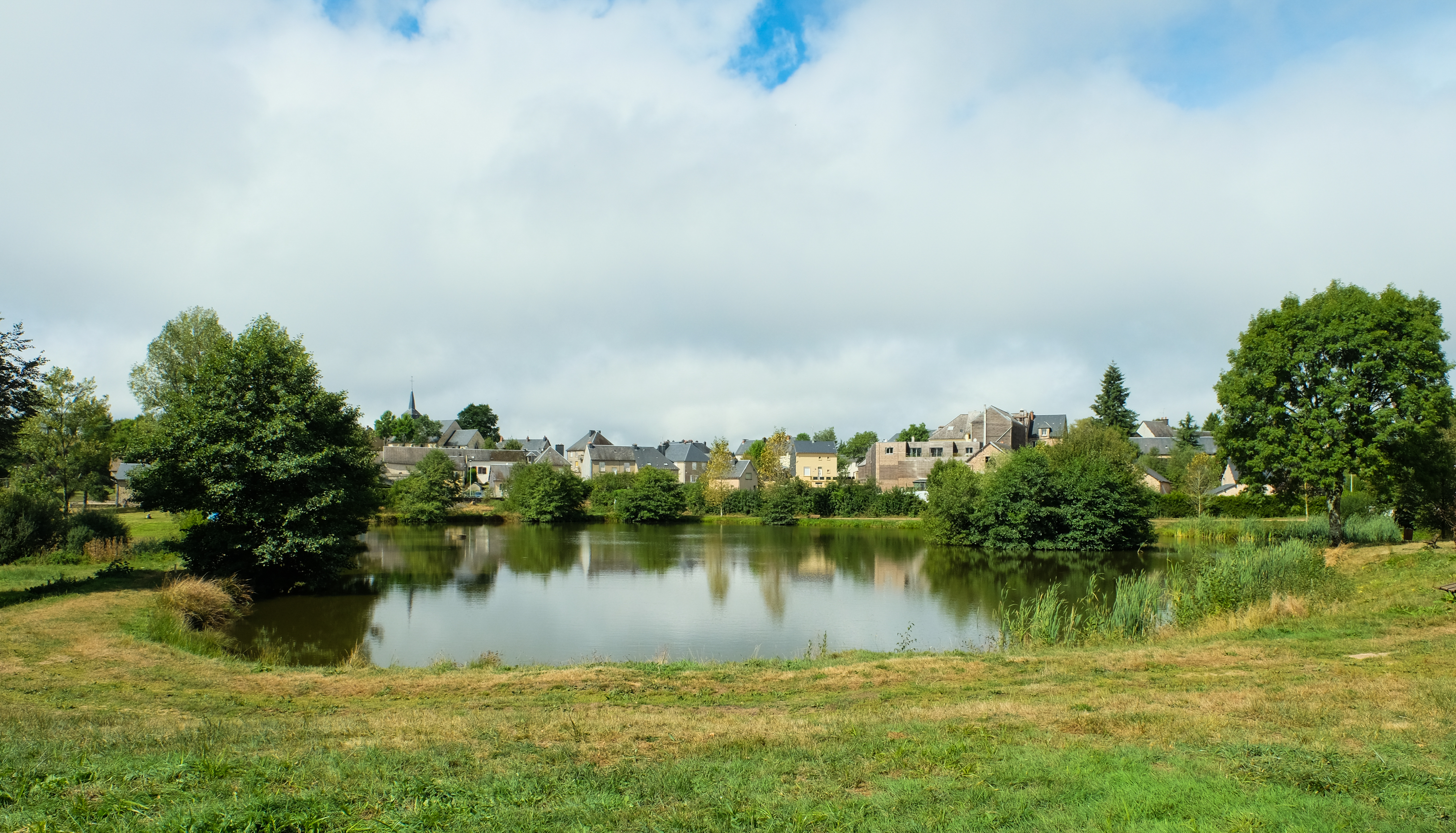
Badesee in Planchez
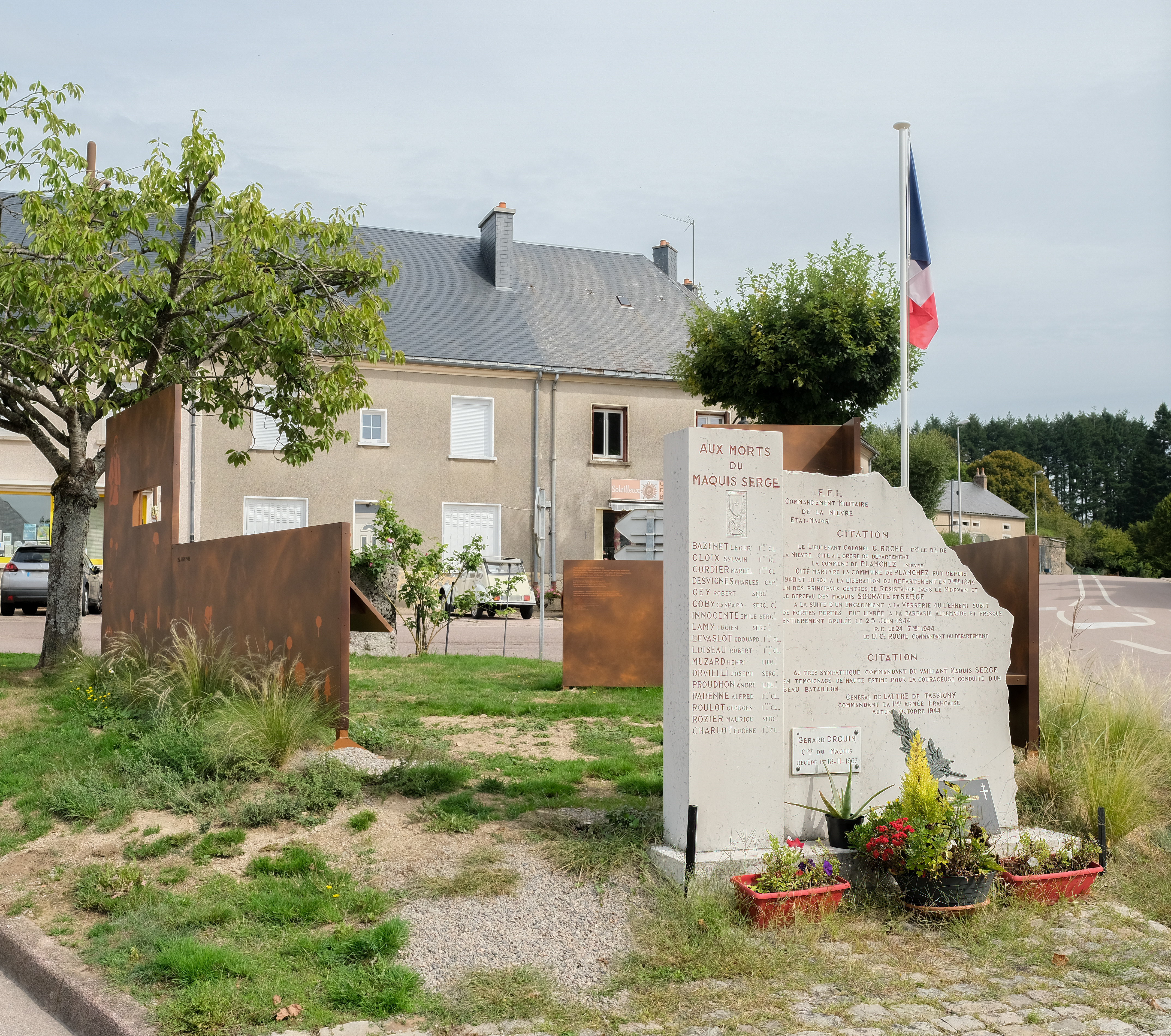
Denkmal für Gérard Drouin und seine Kameraden

## Kultur und Veranstaltungen
Planchez ist für seine Veranstaltungen bekannt, die von zahlreichen Einheimischen und Touristen aus der gesamten Region besucht werden. Neben zahlreichen Konzerten und Filmvorführungen sind vor allem folgende Ereignisse bekannt:
- Riesenpaella mit Fackelzug und Feuerwerk (Juli)
- Flohmarkt (Juli)
- Ochse am Spieß – ein ganzes Charolaisrind wird am Spieß gegrillt, anschließend findet ein großer Ball statt (August)